# 問題劇
問題劇（もんだいげき、Problem plays）とは、一般にウィリアム・シェイクスピアが1590年代後半から17世紀初頭にかけて執筆した『終わりよければ全てよし』、『尺には尺を』、『トロイラスとクレシダ』の3篇を指す、シェイクスピア研究における用語である。批評家によっては解釈を敷衍し、『ハムレット』や『冬物語』、『アテネのタイモン』、『ヴェニスの商人』などをも含める場合がある。この用語は、批評家フレデリック・ボアズ(Frederick S. Boas)が1896年の著書"Shakespeare and his Predecessors"において提示したものである。
この用語は、ボアズの時代に人気のあったある種の演劇、とりわけノルウェーの劇作家ヘンリック・イプセンの作品を評した問題劇という述語を流用したものである。これらの問題劇において主人公が直面する状況は、現代の社会問題の典型例として作者が提示したものである。こうした現代的な演劇の形態が、従来喜劇にも悲劇にも分類しがたいものとされてきたシェイクスピア作品（ボアズのあげた3作は名目上は喜劇に分類されていたが）を研究するうえで便利な形式を規定しうるものだとボアズは考えたのである。ボアズによれば、シェイクスピアの問題劇はその中心人物を通して特定の道徳的ジレンマや社会問題の根源を探り当てようとするものである。
問題劇は混乱した調子に特色があり、暗い精神的なドラマと直截的な喜劇の要素とのあいだを激しく揺れ動く。『終わりよければ』と『尺には尺を』は不自然なほど人工的でおざなりなハッピーエンドで幕を閉じるが、『トロイラス』は悲劇的な死でもハッピーエンドでもない結末を迎える。ボアズは、テーマや議論の解決が不徹底であるように思われるものや、最終幕において観客の期待する「正義による救済」や「大願の成就」といったことが起こらないような作品を指してこの語を用いた。その後さまざまな定義がつけ加えられたが、いずれにせよこれらの戯曲は喜劇や悲劇といった従来のカテゴリに分類しがたいものであるという事実がその中心にあることに変わりはない。登場人物たちにとってはおおむね明るい結末を迎えてはいるものの、一方で完全に解決することも無視してしまうこともできないような暗く深い問題が浮かび上がることから、これら3作はダーク・コメディとも呼ばれる。
多くの批評家が、これら一連の作品はシェイクスピアの精神的な転機の現われであるという見解を示している。この転機とはすなわち、シェイクスピアがそれまで専門としていたロマンティックな喜劇に対する関心を失ってから、四大悲劇『ハムレット』『オセロー』『リア王』『マクベス』へと向かってゆくまでの過渡期のことである。
ボアズが最初に問題劇として定義した3作の喜劇とほぼ同じ時期に執筆されたと推定されている『ハムレット』も問題劇に含める学者もいる。いくぶん曖昧に定義された用語であるため、まったく別の時期に書かれた風変わりな戯曲に対してこの語が用いられることもある。